# Evangelisches Militärdekanat
Ein Evangelisches Militärdekanat (EMilD) ist eine Bundesmittelbehörde im Geschäftsbereich des Bundesministeriums der Verteidigung. Die vier Evangelischen Militärdekanate sind dem Evangelischen Kirchenamt für die Bundeswehr nachgeordnet, üben die Dienstaufsicht über die Evangelischen Militärpfarrämter aus und sind Teil der Evangelischen Militärseelsorge in Deutschland. Sie gehören dem Organisationsbereich Militärseelsorge der Bundeswehr an und werden von einem Leitenden Militärdekan (Besoldungsgruppe A 16) geführt, der, anders als die Militärpfarrer, Bundesbeamter nicht auf Zeit, sondern auf Lebenszeit ist. Neben den evangelischen gibt es auch vier Katholische Militärdekanate.

## Evangelisches Militärdekanat Mitte
Das Evangelische Militärdekanat Mitte in der Blücher-Kaserne in Berlin ist zuständig für Berlin, Brandenburg, Mecklenburg-Vorpommern, Sachsen, Sachsen-Anhalt und Thüringen. Es wurde am 1. Mai 2013 aufgestellt und wird von der Leitenden Militärdekanin Kerstin Lammer geleitet.

## Evangelisches Militärdekanat Nord
Das Evangelische Militärdekanat Nord in der Parkstraße 2 in Kiel ist zuständig für Bremen, Hamburg, Niedersachsen und Schleswig-Holstein sowie alle Standorte der Marine. Es wurde am 1. Juli 2007 im Dienstgebäude Kiel-Wik aufgestellt und am 1. Mai 2013 am jetzigen Standort neu aufgestellt. Es wird vom Leitenden Militärdekan Ernst Raunig geleitet.

## Evangelisches Militärdekanat West
Das Evangelische Militärdekanat West in der Luftwaffenkaserne Wahn in Köln ist zuständig für Hessen, Nordrhein-Westfalen, Rheinland-Pfalz und Saarland. Es wurde am 1. Juli 2013 aufgestellt und wird von der Leitenden Militärdekanin Petra Reitz geleitet.

## Evangelisches Militärdekanat Süd
Das Evangelische Militärdekanat Süd in der Fürst-Wrede-Kaserne in München ist zuständig für Baden-Württemberg und Bayern. Es wurde am 1. Juli 2007 erstmals aufgestellt und ist am 1. Mai 2013 in die Dachauer Straße 128 gezogen, sowie am 1. November 2015 in die Ingolstädter Straße 240 zurückgezogen. Es wird vom Leitenden Militärdekan Ralf Zielinski geleitet.

## Geschichte
Vorgänger der Evangelischen Militärdekanate waren die Evangelischen Wehrbereichsdekane (EvWBDekan) an den Sitzen der Wehrbereichskommandos in Kiel (Dienstgebäude Kiel-Wik), Hannover (Kurt-Schumacher-Kaserne), Düsseldorf (Reitzenstein-Kaserne; 1985: Ludwid-Beck-Straße 23), Mainz (Generalfeldzeugmeister-Kaserne), Stuttgart (Theodor-Heuss-Kaserne) und München (heute: Waldmann-Kaserne) sowie der Evangelischer Dekan beim Flottenkommando in Glücksburg. Sie wurden am 1. Mai 1955 aufgestellt (München: 1956). Die Dienststellen in Hannover, Düsseldorf und Stuttgart wurden am 30. September 2001 aufgelöst, die übrigen zum 1. Juli 2007 in Evangelisches Militärdekanat Kiel, Mainz, München bzw. Glücksburg umbenannt. Später wurde auch das Evangelische Militärdekanat Mainz aufgelöst. Das Evangelische Militärdekanat Erfurt (Zeppelinstraße 18) wurde am 1. Januar 2009 aufgestellt und am 30. September 2013 aufgelöst. Die Evangelischen Militärdekanate Berlin und Köln wurden am 1. Mai 2013 bzw. 1. Juli 2013 aufgestellt.
2017 übernahm als erste Frau Petra Reitz ein Militärdekanat.